# Тужниці
Тужниці (пол. Turznice, нім. Tursnitz) — село в Польщі, у гміні Ґрудзьондз Ґрудзьондзького повіту Куявсько-Поморського воєводства.
Населення — 320 осіб (2011).
У 1975-1998 роках село належало до Торунського воєводства.

## Демографія
Демографічна структура станом на 31 березня 2011 року:
|          | Загалом | Допрацездатний вік | Працездатний вік | Постпрацездатний вік |
| -------- | ------- | ------------------ | ---------------- | -------------------- |
| Чоловіки | 162     | 44                 | 107              | 11                   |
| Жінки    | 158     | 33                 | 96               | 29                   |
| Разом    | 320     | 77                 | 203              | 40                   |